# Antoine Meyer
Antoine Meyer   (Ciutat de Luxemburg, 31 de maig de 1801 - Lieja, 29 d'abril de 1857), també conegut com a Antun o Tun Meyer fou un matemàtic i poeta luxemburguès que va adoptar la nacionalitat belga. Algunes vegades conegut com el pare de la literatura luxemburguesa, és recordat per haver publicat el primer llibre en la seva llengua materna, el luxemburguès: un recull de sis poemes titulat E’ Schrek ob de’ Lezeburger Parnassus.

## Biografia
Fill d'Hubert Meyer, un sabater, i la seva muller Elisabeth Kirschenbilder, la seva família vivia en el nucli antic de la ciutat de Luxemburg, prop de la Plaça d'armes. Després d'estudiar educació secundària a l'Ateneu de Luxemburg (lúnica escola luxemburguesa que impartia educació secundària completa) i matemàtiques a Lieja (1817–1823), on va haver d'impartir classes privades als seus amics i col·laborar amb biblioteca per tal de pagar els seus estudis. El 1823 va escriure la seva tesi doctoral, tot i que no la va defensar fins al 1832, i l'any següent, 1824, va viure un any a París per estudiar al Collège de France i a la Sorbona, on va entrar en contacte amb destacats matemàtics europeus.

## Carrera
Professionalment, Meyer va ser un professor de matemàtiques brillant. El 1826 va retornar a Luxemburg per a  ser professor del Collège royal d'Echternach, abans de traslladar-se a Breda (Països Baixos) el 1828, on va treballar en l'Acadèmia Reial Militar, acabada d'obrir. No obstant això, dos anys més tard els belgues es van aixecar contra els neerlandesos, que van haver d'abandonar el país. Després d'enormes dificultats, finalment va aconseguir trobar una feina a Bèlgica en una escola de Lovaina. Durant un curt període va treballar a l'Institut Gaggia (1832-1837) a Brussel·les, però després ho va comptatibilitzar amb un lloc docent  a l'escola militar abans d'anar a la Universitat Lliure de Brussel·les el 1838. El 1849, va esdevenir professor de matemàtiques superiors a la Universitat de Lieja, càrrec que va mantenir fins a la seva mort el 1857. Per raons històriques, després de la separació del Luxemburg belga, Meyer va adquirir la nacionalitat belga el 1842. El fort reconeixement que va rebre per les seves publicacions matemàtiques donen testimoni de la seva plena adopció pels belgues. No obstant això, els seus poemes mostren la seva llarga afecció a Luxemburg.

## Poesia
L'obra d'Antoine Meyer E’ Schrek ob de’ Lezeburger Parnassus el 1829 no es va rebre amb molt d'entusiasme. No obstant això, hi va haver un o dos forts defensors. Félix Thyes, qui va ser el primer luxemburguès a publicar un llibre en francès, va afirmar: És el "monsieur" Antoine Meyer, professor de matemàtiques de la Universitat de Lieja, qui té l'honor de ser el primer a rescatar aquesta llengua de la indiferència i el menyspreu en què està immersa, creant, per dir-ho així, una nova literatura. Els bons luxemburguesos es van sorprendre, un matí, quan van saber que el savi matemàtic acabava de publicar un petit volum de poemes en la seva llengua. El llibre conté sis poemes: un poema d'amor, Uen d'Christine; una meditació sobre el vessant romàntic de la nit, D'Nuecht; una representació de la vida real, Een Abléck an engem Wiertshaus zu Lëtzebuerg, i tres faules, D'porzelains an d'ierde Schierbel, D'Spéngel an d'Nol i D'Flou an de Pierdskrécher. Pel que fa a les faules, és interessant apuntar que mentre Isop i La Fontaine construeixen les seves històries al voltant dels animals, Meyer personificada objectes inanimats. Per exemple, a D'Spéngel an d'Nol, la senyora Needle intenta però no aconsegueix anul·lar Pin, el que reflecteix el fracàs de l'aristocràcia francesa per evitar la Revolució Francesa.
El matemàtic es va dedicar a escriure tres poemaris més, així com un llibret sobre regles ortogràfiques del luxemburguès. La premsa també va publicar més poemes d'Antoine Meyer. En les seves pròpies paraules, l'objectiu de Meyer era mostrar que el dialecte luxemburguès no és tan difícil, pobre, no regulat, rígid i bàrbar com molts luxemburguesos de naixement els agradaria sostenir. Félix Thyes va afirmar: Veiem en el Sr. Meyer l'orgull noble de la plebs, l'instint de llibertat i, sovint, la preocupació roent de les classes més pobres que pot trobar entre tots els veritables poetes del nostre temps. Autors posteriors reconeixen el seu èxit en la iniciació de la transformació del luxemburguès en una llengua literària acceptable.

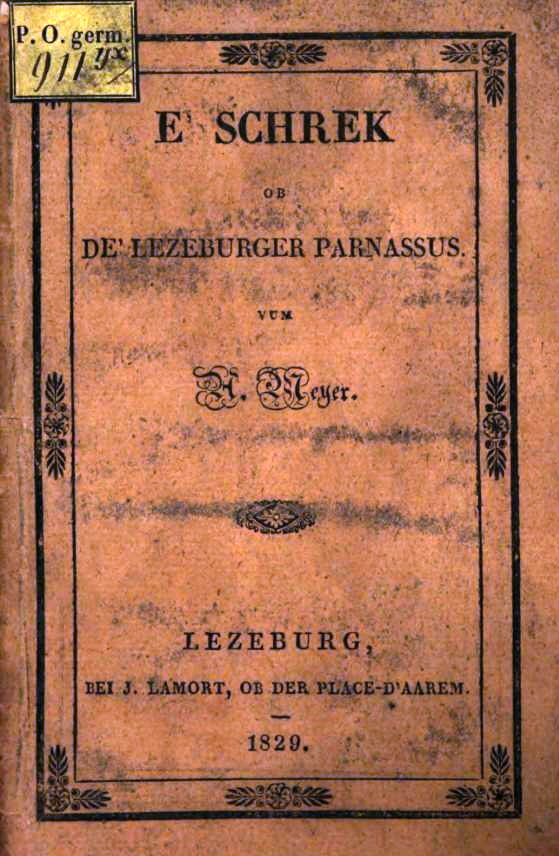
Portada de la primera edició del E'Schrek ob de Lezeburger Parnassus.

## Obra publicada

### Literatura en luxemburguès
- 1829: E'Schrek ob de Lezeburger Parnassus. Poemari publicat a Luxemburg
- 1832: Jong vum Schrek op de Lezeburger Parnassus. Poemari publicat a Lovaina.
- 1845: Luxemburgische Gedichte und Fabeln. Amb obres de Hubert Gloden. Publicat a Brussel·les
- 1853: Oilzegt-Klâng. Poemari publicat a Lieja
- 1854: Règelbüchelchen vum lezeburger Orthoegraf. Regles d'ortografia luxemburguesa. Publicat a Lieja i reeditat el 1929.

### Matemàtiques
Entre les seves nombroses publicacions acadèmiques (en francès o en alemany), consistents en una dotzena de llibres de text una trentena d'articles científics, es poden destacar els següents llibres:
- 1838: Quelques développements d'analyse combinatoire
- 1841: Nouveaux éléments de mathématiques pures
- 1845: Cours de géodésie
- 1851: Exposé élémentaire de la théorie des intégrales définies
- 1874: Cours de calcul des probabilités fait à l'Université de Liége de 1849 à 1857, pòstum, editat per F. Folie a partir dels apunts manuscrits per a les seves classes.[12]